# Fêtes bouddhistes

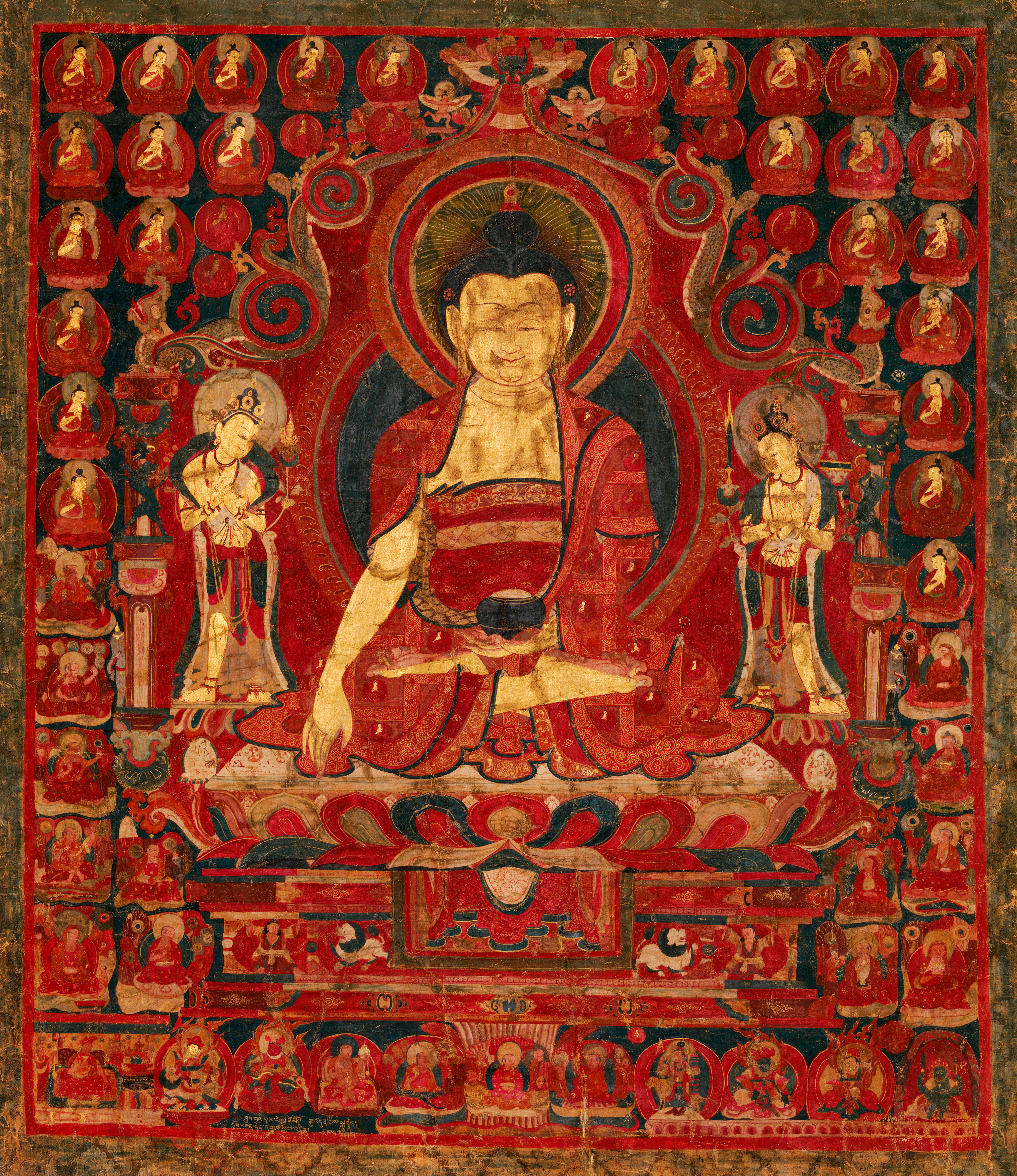
Bouddha Shakyamuni en tant que Seigneur des Munis. Tibet occidental (Guge).

Les fêtes bouddhistes sont anciennes et existaient surtout pour commémorer une personne ou un événement importants. Elles peuvent être généralement suivies par la communauté bouddhiste, spécifiquement liées à la religion, comme l'Anniversaire de Bouddha, ou propre à une région, un pays, comme les cérémonies du nouvel an au Laos.